# Chthonius maroccanus
Chthonius maroccanus är en spindeldjursart som beskrevs av Volker Mahnert 1980. Chthonius maroccanus ingår i släktet Chthonius och familjen käkklokrypare. Inga underarter finns listade i Catalogue of Life.